# Толука Кенникотта
Толука Кенникотта (лат. Conopsis lineata) — вид неядовитых змей семейства ужеобразных. Эндемик Мексики.

## Описание
Самый мелкий представитель рода, достигает длины 17,6 см. Спина коричневая, вдоль тела проходят 3—5 тёмных линий. Брюхо желтоватое без пятен.

## Ареал
Эндемик центральной и юго-западной Мексики. Обитает в штатах Халиско, Мичоакан, Гуанахуато, Керетаро, Сан-Луис-Потоси, Идальго, Мехико, Морелос, Пуэбла, Тласкала, Веракрус и Оахака.

## Образ жизни
Встречается под камнями и брёвнами в первичных и вторичных аридных тропических кустарниковых степях и тропических широколиственных лесах на севере своего ареала, а также в сосновых, сосново-дубовых, пихтовых лесах, ксерофитных сообществах и зарослях опунции на юге. Ведёт роющий образ жизни. Питается насекомыми и их личинками. Активен ночью.
Сезон размножения длится с апреля по июнь. Самки откладывают от 6 до 12 яиц в гнездо, которое они делают в норе или под камнями. Инкубационный период длится около 60 дней.

## Охрана
В связи с широким и распространением и предположительно большой численности Международным союзом охраны природы вид отнесён к категории «вызывающих наименьшие опасения».